# Aunou-le-Faucon
Aunou-le-Faucon település Franciaországban, Orne megyében. Lakosainak száma 247 fő (2022. január 1.). Aunou-le-Faucon Almenêches, Boissei-la-Lande, Juvigny-sur-Orne, Sai és Gouffern en Auge községekkel határos.

## Népesség
A település népességének változása:
| Lakosok száma | 231  | 232  | 247  | 246  | 245  | 247  | 248  | 247  | 247  |
|               | 2013 | 2015 | 2016 | 2017 | 2018 | 2019 | 2020 | 2021 | 2022 |